# Premio de Narrativa José María Arguedas
El Premio de Narrativa José María Arguedas es uno de los tres premios honoríficos otorgados por la Casa de las Américas desde 2000, junto al Premio de Poesía José Lezama Lima y el Premio de Ensayo Ezequiel Martínez Estrada. De acuerdo a la institución, el objetivo del premio, que es entregado a obras de escritores latinoamericanos publicadas originalmente en español, es promover la difusión de nuevos clásicos de la literatura en el género narrativo.
Desde la edición de 2002, el premio se entrega de forma anual.

## Lista de obras ganadoras
| Año  | Obra                                                | Autor                                               | País                                                | Fotografía                                          |
| ---- | --------------------------------------------------- | --------------------------------------------------- | --------------------------------------------------- | --------------------------------------------------- |
| 2000 | Margarita, está linda la mar                        | Sergio Ramírez                                      | Nicaragua                                           |                                                     |
| 2002 | Diario de un clandestino                            | Miguel Bonasso                                      | Argentina                                           |                                                     |
| 2003 | La chica del trombón                                | Antonio Skármeta                                    | Chile                                               |                                                     |
| 2004 | Limón Blues                                         | Anacristina Rossi                                   | Costa Rica                                          |                                                     |
| 2005 | Pequeñas criaturas                                  | Rubem Fonseca                                       | Brasil                                              |                                                     |
| 2006 | La mosca soldado                                    | Marcio Veloz Maggiolo                               | República Dominicana                                |                                                     |
| 2007 | El espejo que tiembla                               | Abelardo Castillo                                   | Argentina                                           |                                                     |
| 2008 | El ejército iluminado                               | David Toscana                                       | México                                              |                                                     |
| 2009 | La ceiba de la memoria                              | Roberto Burgos Cantor                               | Colombia                                            |                                                     |
| 2010 | Tratado del amor clandestino                        | Francisco Proaño Arandi                             | Ecuador                                             |                                                     |
| 2011 | Espejos. Una historia casi universal                | Eduardo Galeano                                     | Uruguay                                             |                                                     |
| 2012 | Blanco nocturno                                     | Ricardo Piglia                                      | Argentina                                           |                                                     |
| 2013 | Leche derramada                                     | Chico Buarque                                       | Brasil                                              |                                                     |
| 2014 | Arrecife                                            | Juan Villoro                                        | México                                              |                                                     |
| 2015 | El libro uruguayo de los muertos                    | Mario Bellatin                                      | México                                              |                                                     |
| 2016 | Las cenizas del cóndor                              | Fernando Butazzoni                                  | Uruguay                                             |                                                     |
| 2017 | Tríptico de la infamia                              | Pablo Montoya                                       | Colombia                                            |                                                     |
| 2018 | La madriguera                                       | Milton Fornaro                                      | Uruguay                                             |                                                     |
| 2019 | El diablo de las provincias                         | Juan Sebastián Cárdenas                             | Colombia                                            |                                                     |
| 2020 | Sumar                                               | Diamela Eltit                                       | Chile                                               |                                                     |
| 2021 | Certamen cancelado debido a la pandemia de COVID-19 | Certamen cancelado debido a la pandemia de COVID-19 | Certamen cancelado debido a la pandemia de COVID-19 | Certamen cancelado debido a la pandemia de COVID-19 |